# Igreja de St. Conan
A igreja de St Conan está localizada na vila de Loch Awe em Argyll and Bute, Escócia. A desde 1971 e é uma grande atração turística na área, ao lado do vizinho Castelo de Kilchurn. Numa pesquisa pública realizada pela Royal Incorporation of Architects na Escócia em 2016, foi eleito um dos 10 melhores edifícios da Escócia dos últimos 100 anos.  Foi estabelecida como uma capela de conforto pelos Campbells de Innis Chonan. A construção do templo foi projetada e promovida pelo arquiteto autodidata Walter Douglas Campbell, irmão mais novo do 1º Barão Blythswood . Walter apresentou o primeiro projeto em 1886, que consistia em uma capela bastante simples com uma planta retangular dedicada a São Conan. A igreja é protegida como um edifício listado de categoria A. A construção baseia-se numa mistura de estilos arquitetónicos gótico, românico, até mesmo um pouco de baronial escocês, torna a estrutura peculiar.

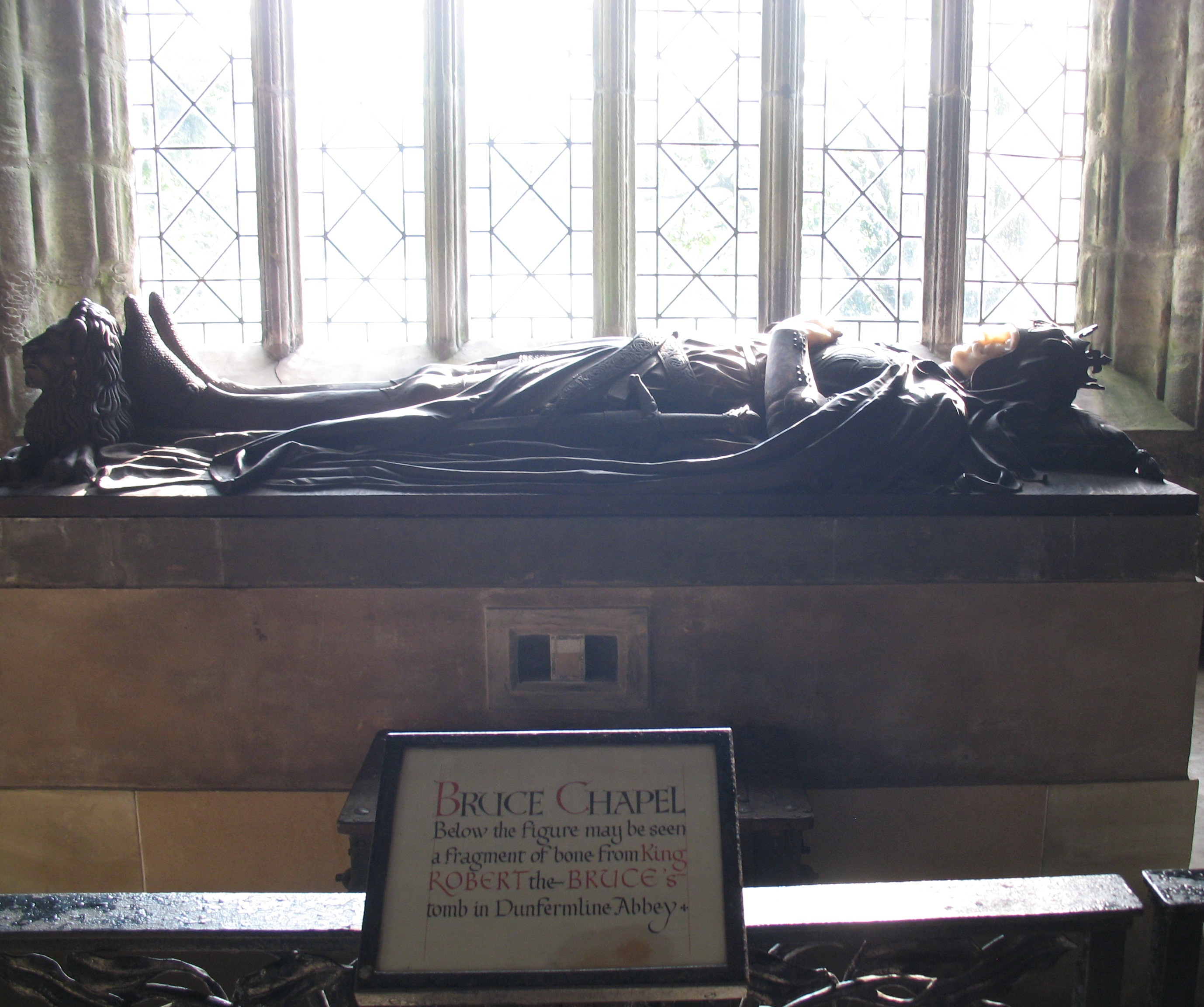
Capela Roberto I da Escócia

## Galeria

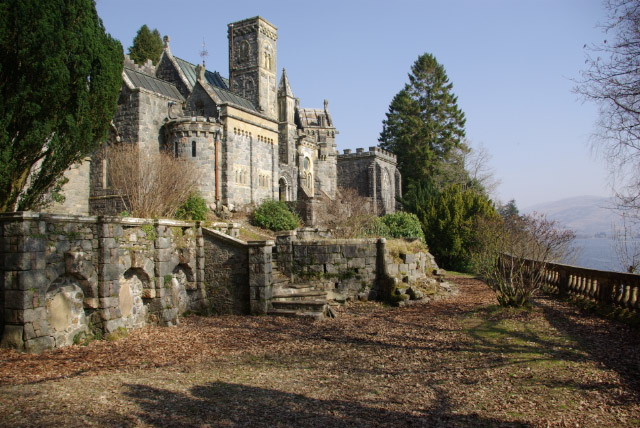
Vista exterior voltada para Loch Awe
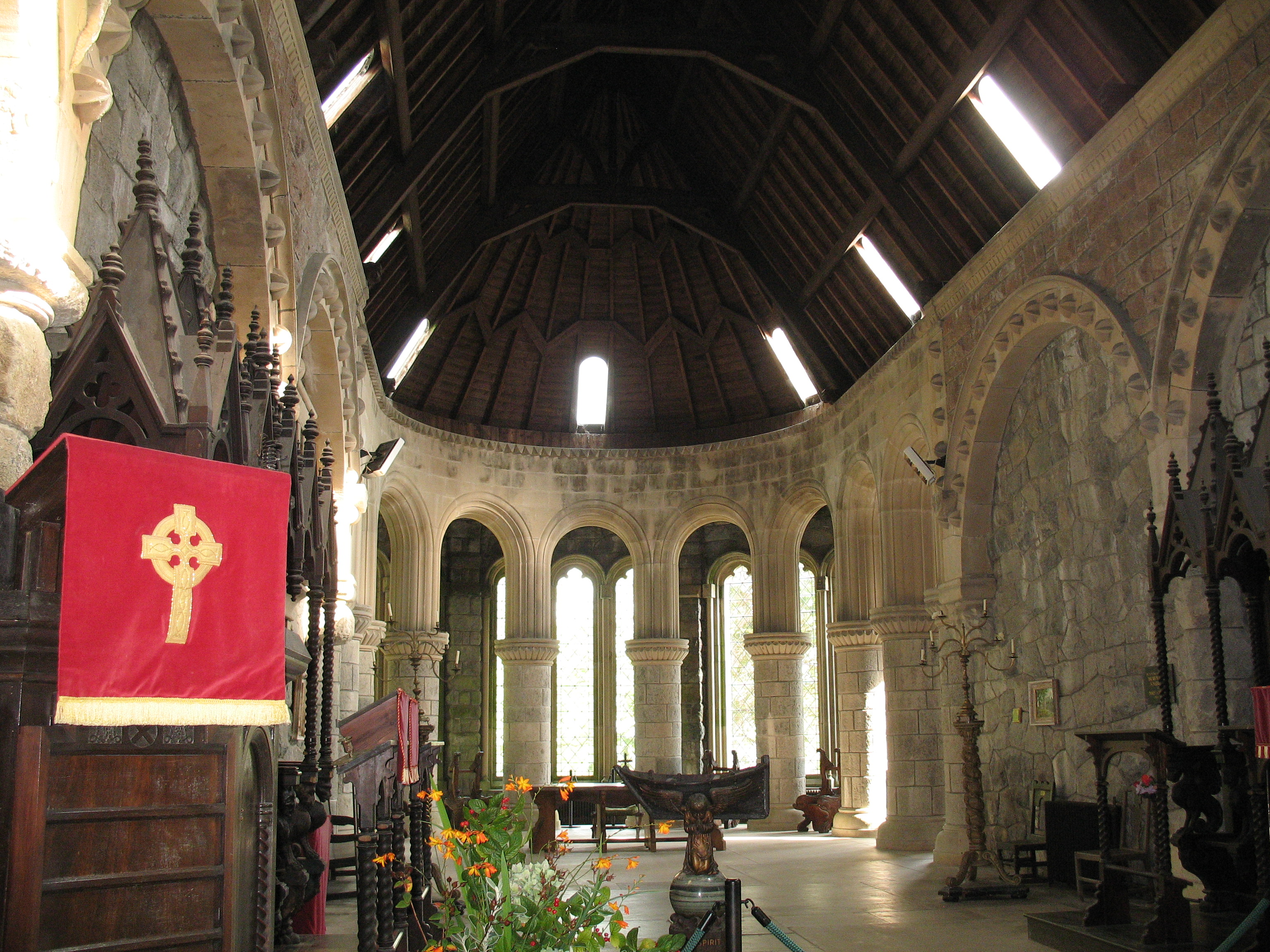
Capela-mor
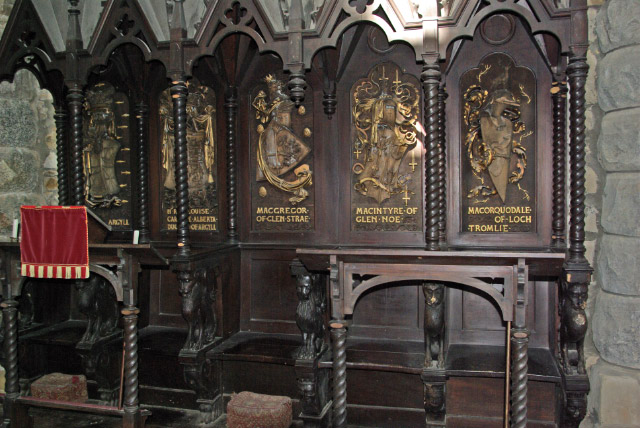
Barracas no presbitério
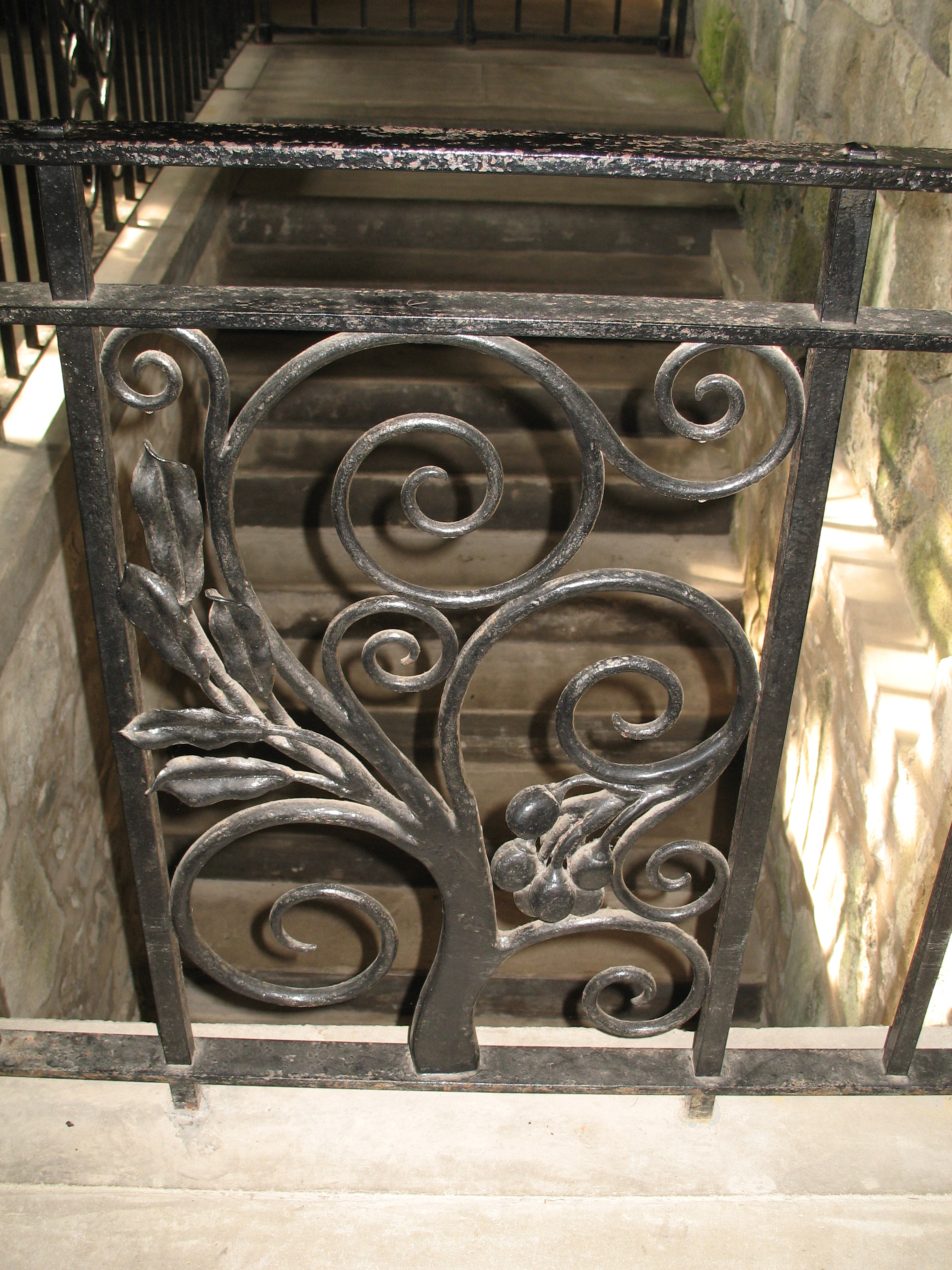
Detalhe do corrimão
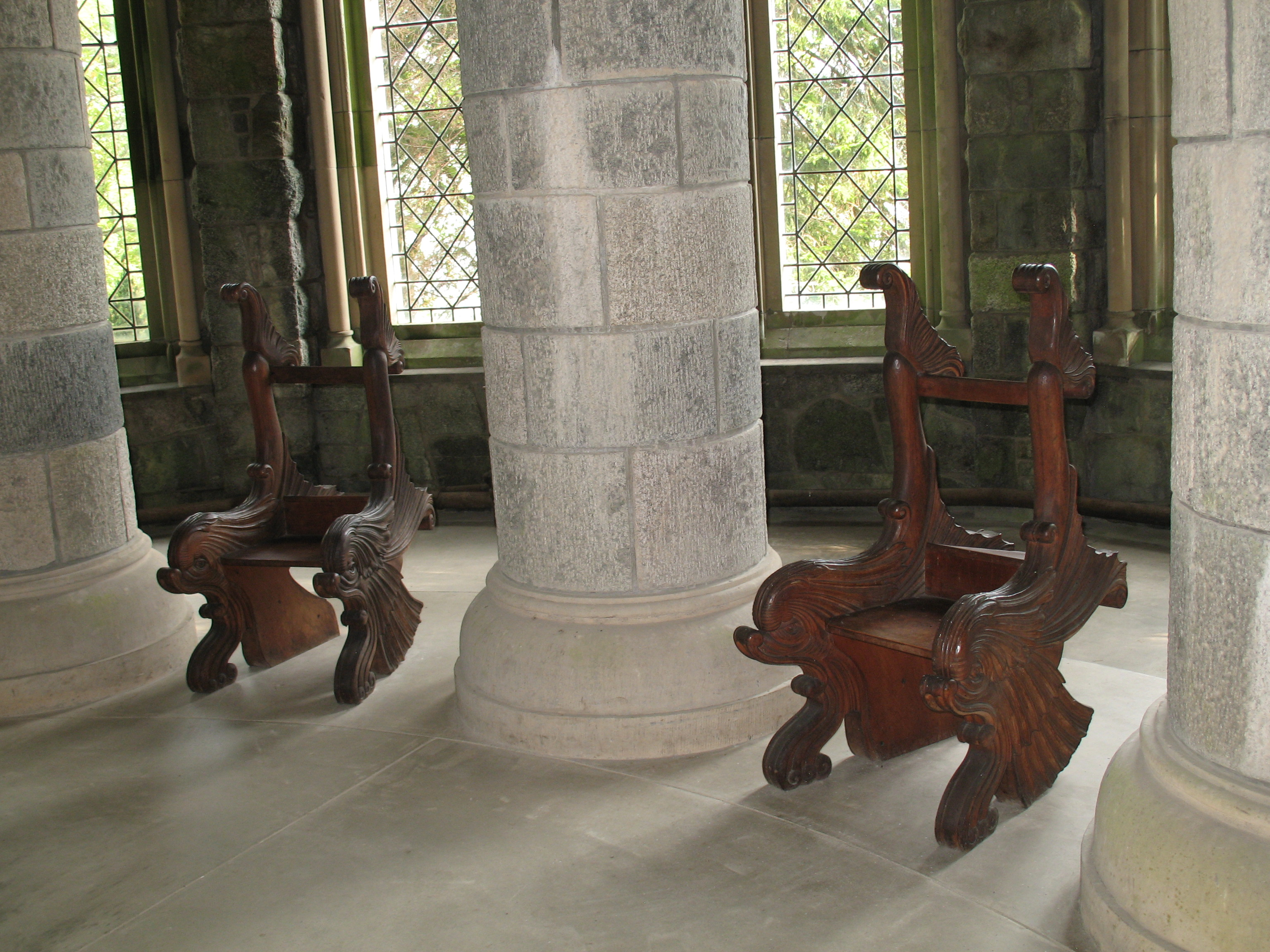
Cadeiras de golfinho
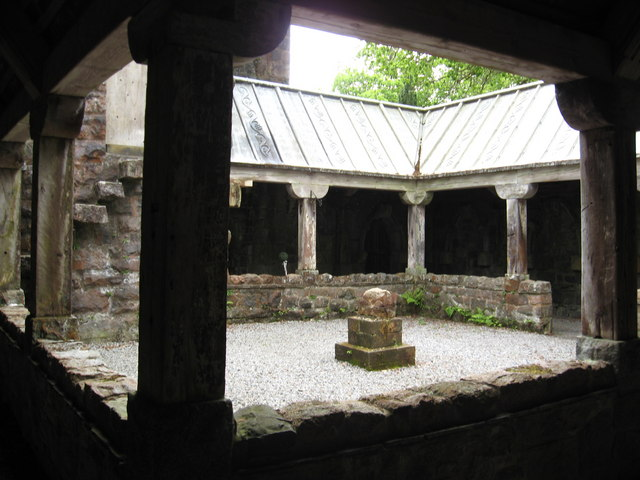
Claustros
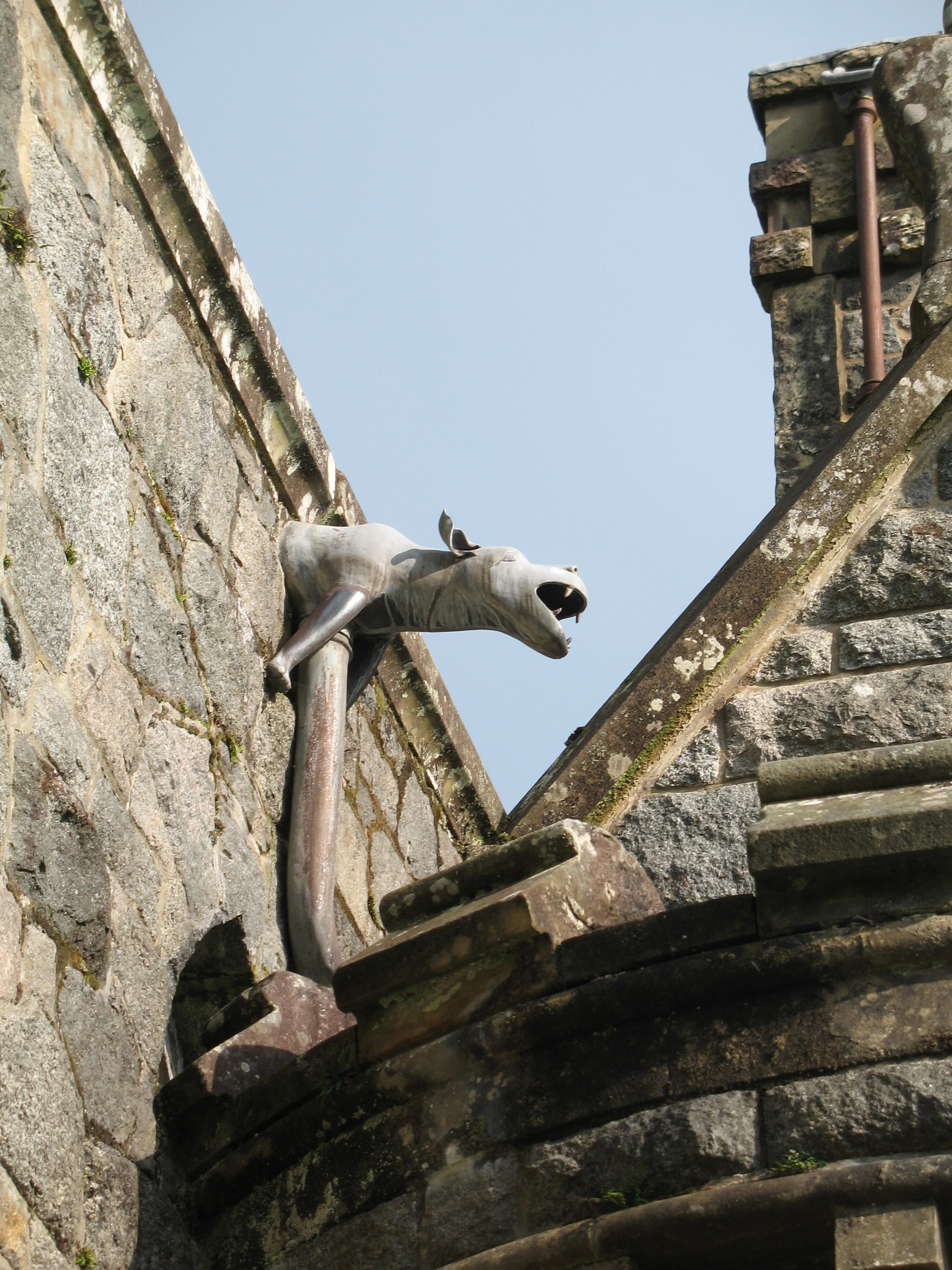
Perseguindo o cão de descida
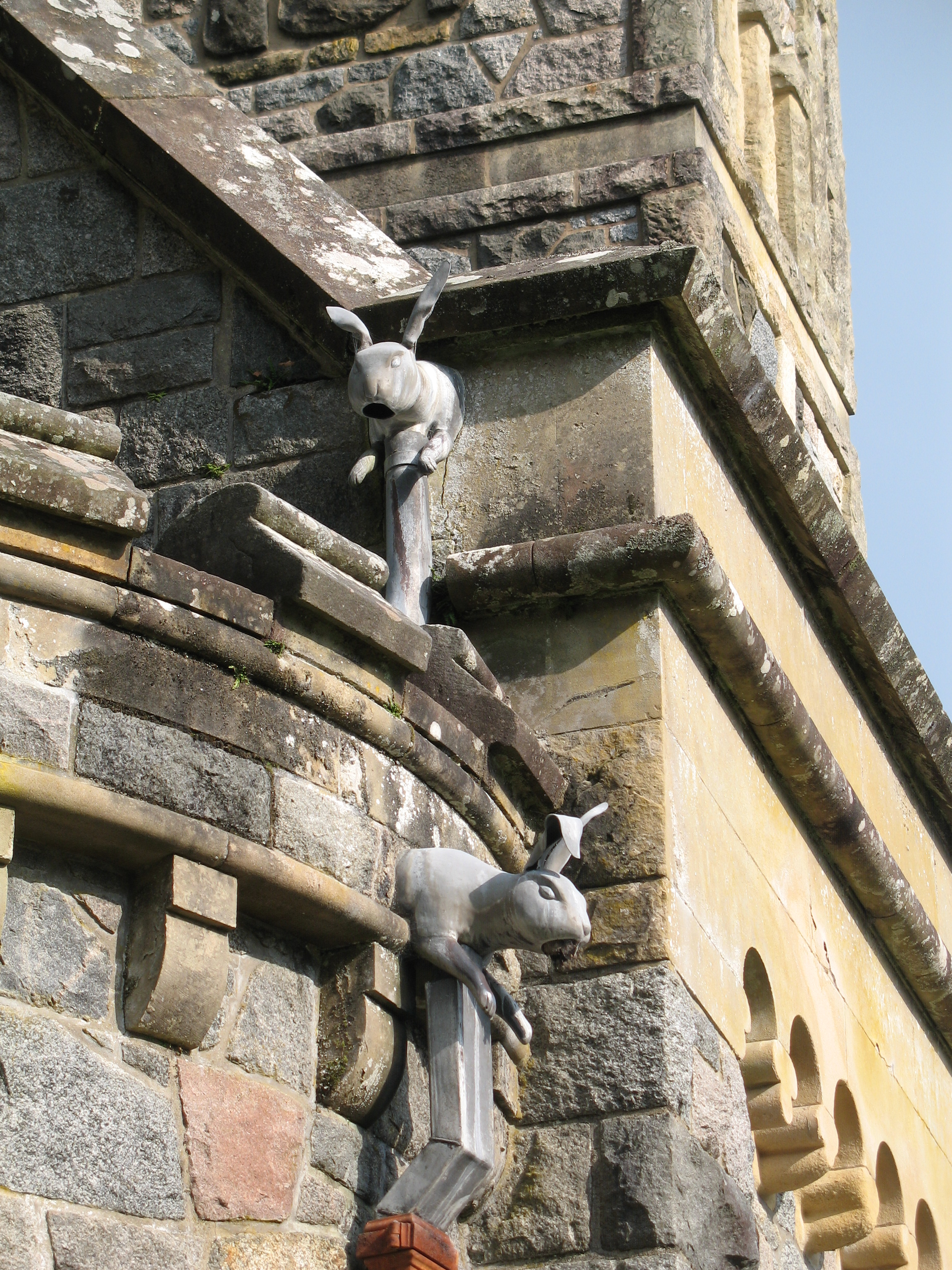
Calhas de lebres correndo
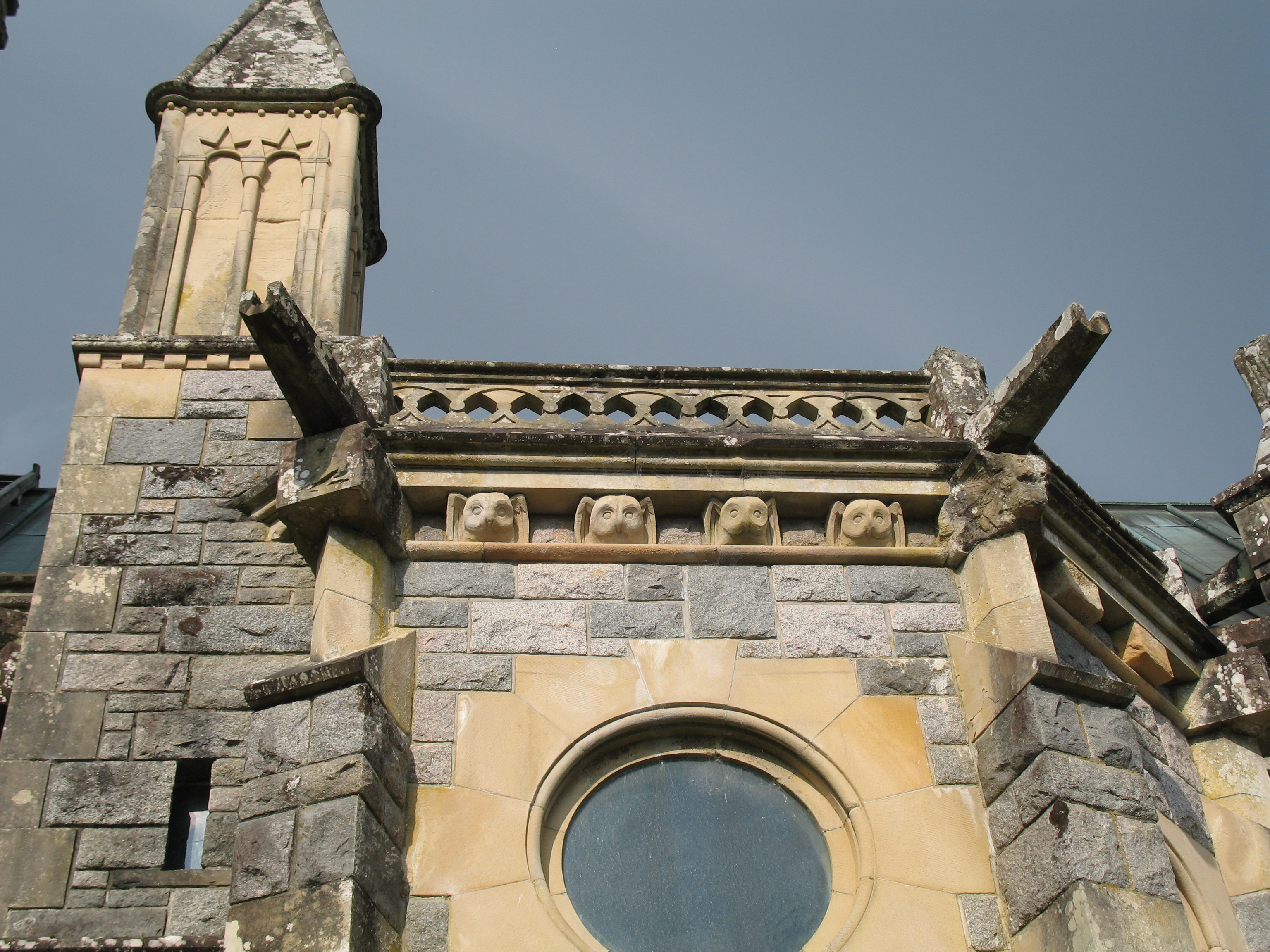
Corujas esculpidas
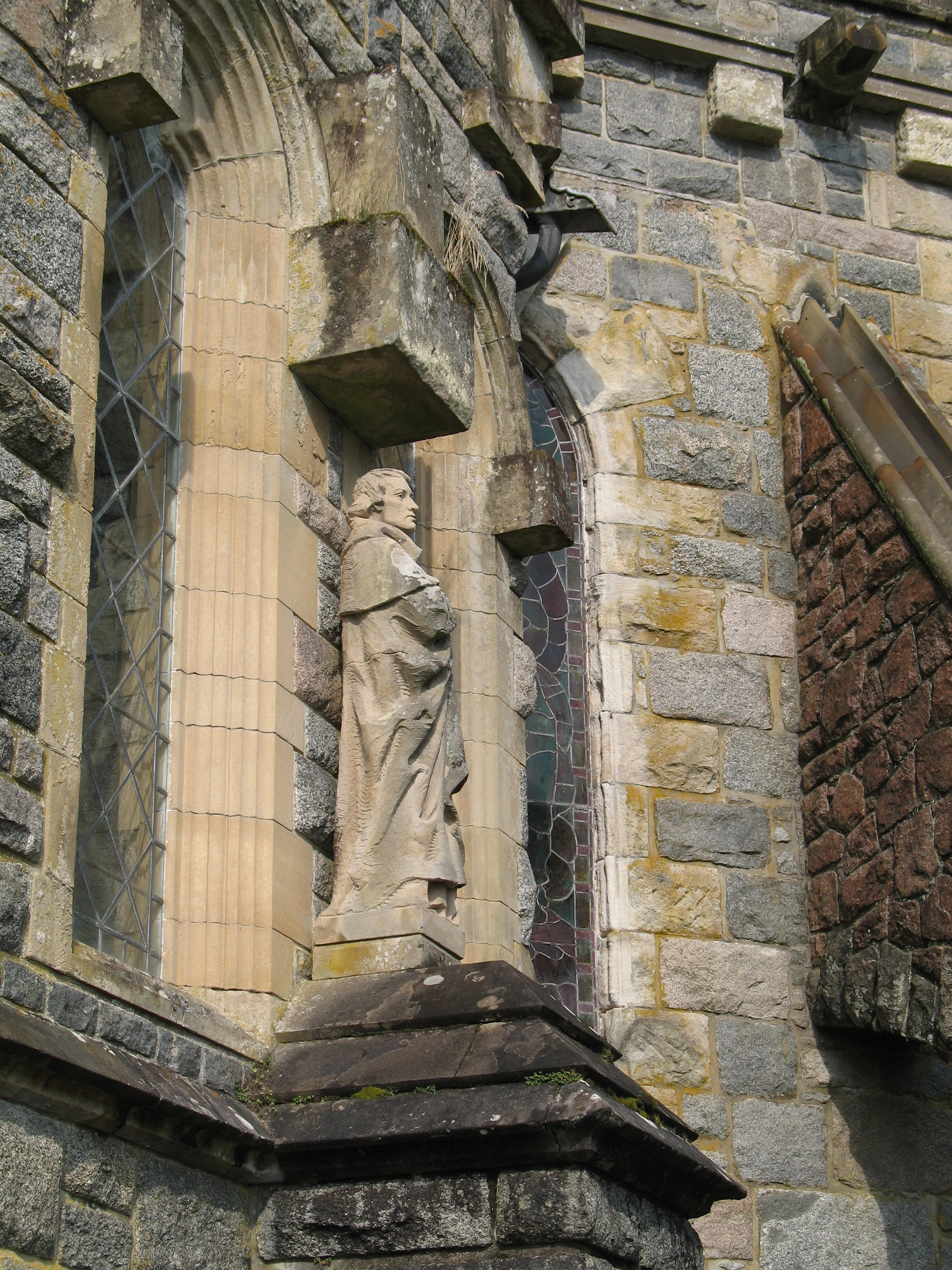
Estátua de São Conan
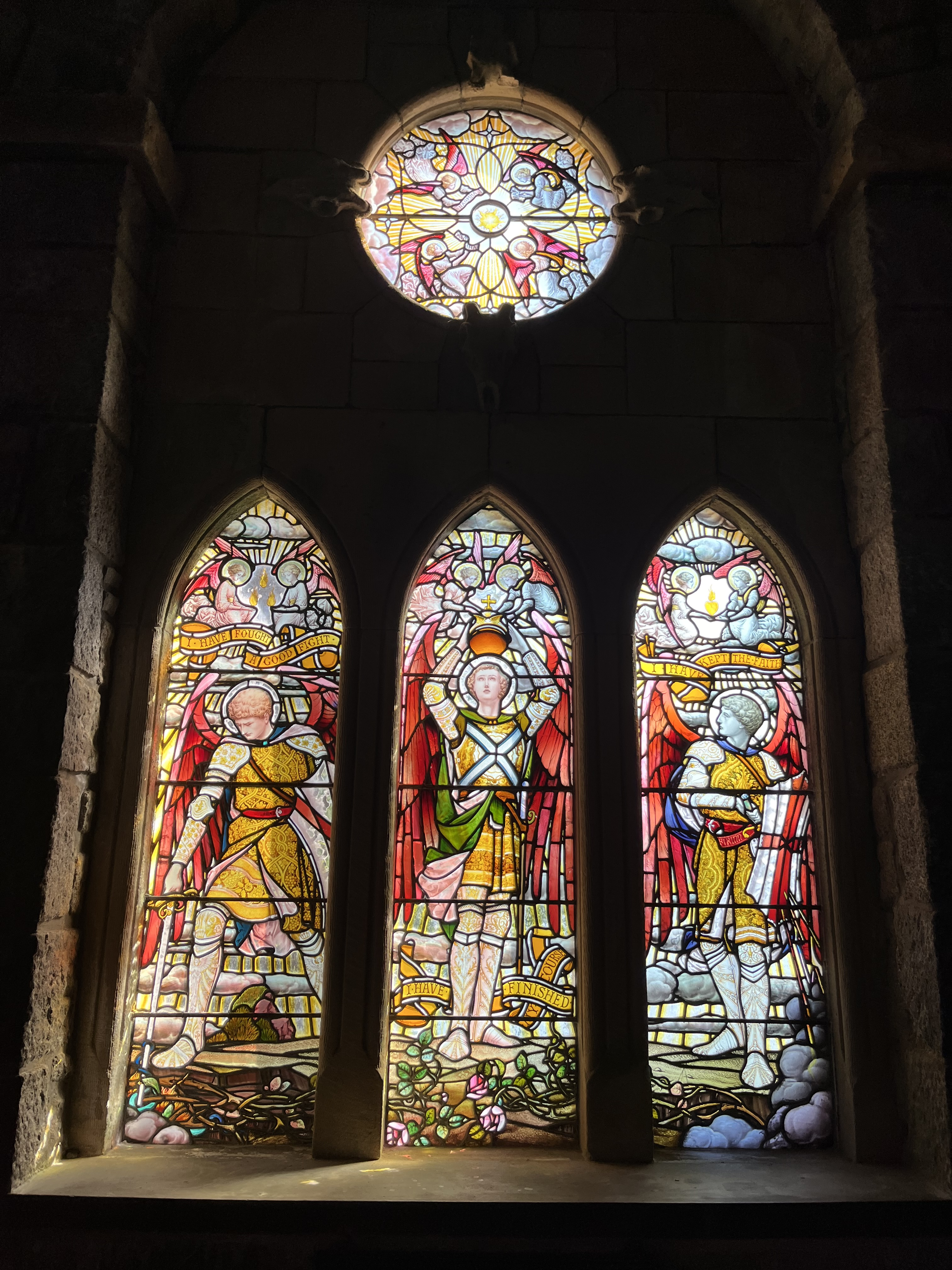
Vitral